# 164 (getal)
164 (honderdvierenzestig) is het natuurlijke getal volgend op 163 en voorafgaand aan 165.

## In de wiskunde
164 is:
- een even getal.
- een samenstelling van de priemgetallen 2 en 41.
- de som van zijn delers is groter dan 164, waardoor het een overvloedig getal is.

## Overig
- Het jaar 164 in de christelijke jaartelling.